# Menhir di Ussano
Il menhir di Ussano è una struttura megalitica che si trova a Giuliano di Lecce, frazione di Castrignano del Capo in Puglia.  
Alto 2,5 metri, presenta una sezione ottagonale, dovuta a interventi umani successivi.